# 고대 남아라비아어
고대 남아라비아어(Old South Arabian)는 사이하드어(Ṣayhadic)나 예멘어(Yemenite)라고도 하며, 고대에 아라비아 반도 남단의 역사적 지역(남아라비아)에서 사용되던 셈어 계통의 언어들을 가리킨다. 4가지의 서로 가까운 언어(사바어, 카타반어, 하드라마우트어, 미나어)가 전해지고 있다. 과거 네 언어 모두 단일한 고대 남아라비아어의 방언이라고 여겨졌으나 20세기 중반 언어학자 A. F. L. Beeston이 이들이 독립적인 언어임을 밝혀냈다.
고대 남아라비아어의 가장 오래된 기록은 기원전 제1천년기 초까지 거슬러 올라가며, 고대에 이미 쇠퇴하여 이슬람이 등장하기 60년 전인 554년을 마지막으로 비문 기록이 끊긴다. 아스완어 등 다른 고대 남아라비아 언어들도 존재가 추정되나 그 모습은 거의 기록이 남아있지 않아 상세히 알 수 없다.
현대에 예멘 영토 북서단에서 사용되는 소수 언어인 라지히어(Razihi)와 파이피어(Faifi)가 사이하드어의 말예일 가능성이 있으나, 이 언어들의 모습은 아랍어와 사이하드어 양쪽의 특징을 가지고 있어 사이하드어를 기층으로 하는 아랍어인지 아랍어의 영향을 강하게 받은 사이하드어인지 구분하기 어렵다.
전통적으로 고대 남아라비아어는 (부분적으로는 지리적 위치로 인해) 현대 남아라비아어 및 에티오피아 셈어와 함께 남셈어파라는 분류에 포함되어 왔으나, 최근에는 언어학적 기준(같은 음운 변화의 공유 등)에 의하여 고대 남아라비아어를 아랍어, 히브리어 등이 속하는 중부 셈어파에 포함시키는 분류도 제시되고 있다.

## 같이 보기
- 고대 북아라비아어
- 고대 아랍어
- 힘야르어
- 현대 남아라비아어